# Tractat de Lió (1601)
|  | Per a altres significats sobre altres acords del mateix nom, vegeu «tractat de Lió». |

El  Tractat de Lió  va ser signat el 17 de gener de 1601 entre França, Espanya i Savoia per posar fi al conflicte entre Carles Manuel I de Savoia, Duc de Savoia, i el rei de França Enric IV. Segons els termes del tractat, Enric IV de França atorgava Saluzzo a Savoia. A canvi, ell adquiria Bugey, Valromey i Gex. Finalment, el territori de Bresse va ser adjuntat al govern militar francès de Borgonya.

## Conflicte franc-savoià
Després de l'assassinat d'Enric III, el duc de Savoia va preveure una dislocació de les terres al sud-est de França. El Duc buscava apoderar-se de la Provença i Marsella (1589), fins i tot de la ciutat de Lió. François de Bonne, líder hugonot i amic del rei de França, s'oposa a aquest projecte. El conflicte entre les dues faccions va durar al voltant de nou anys. El conflicte es va tornar internacional amb la intervenció de tropes espanyoles i de França (1597).
El Duc de Savoia, en concloure el tractat de Vervins entre França i Espanya, va anar a París per negociar amb el Rei l'adquisició del marquesat de Saluces (Saluzzo), sense contrapart, ja que el Rei pensava obtenir Bresse i Bugey. Aquest marquesat, francès des de 1529, era un enclavament enmig dels Estats de Savoia. Carlos Manuel el va decidir annexar el 1588. El rei de França, cansat de l'actitud del Duc, va envair Savoia i va ocupar les valls de Maurienne, Tarentaise i Beaufortain, assetjant la ciutadella de Montmélian (1600).

## Clàusules del tractat

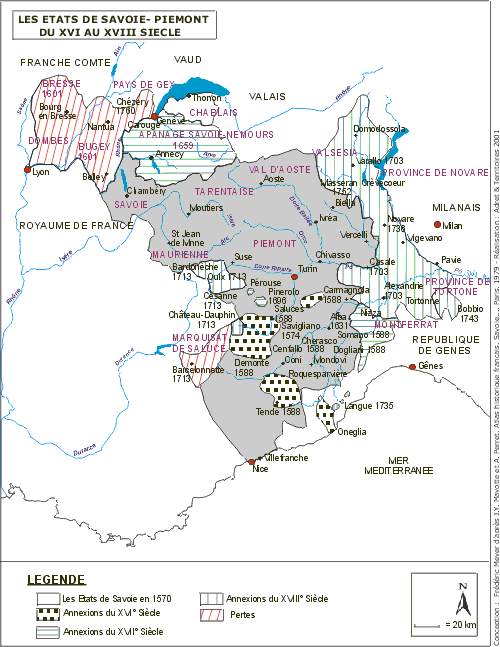
Source: Assemblea de la regió de Savoia.

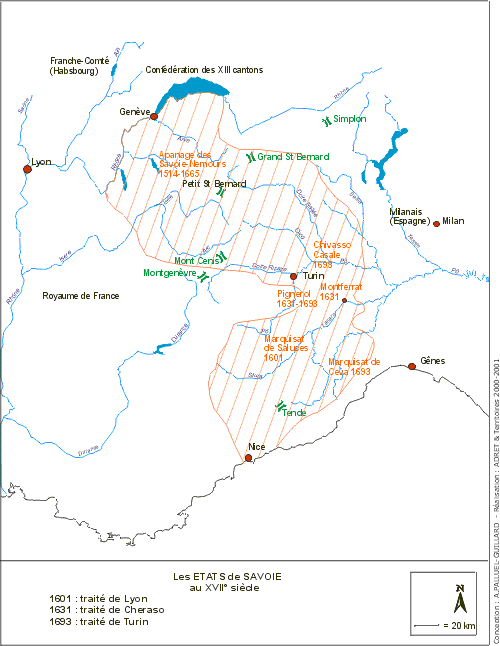
Source: Assemblea de la regió de Savoia.

El Duc va capitular i signar el Tractat de Lió. Els Estats de Savoia van guanyar el marquesat de Saluces, perdent però el control del Roine i les terres que anaven fins a Lió, principalment Bresse i Bugey.

## Conseqüències per a Espanya
L'ús del Camí dels espanyols, va necessitar a partir d'aquest moment el permís de França.

## Conseqüències per Ginebra
Aquest tractat va tenir altres conseqüències, ja que va posar final a les esperances expansionistes de Ginebra i va posar als ginebrins per primera vegada en la seva història en una frontera compartida amb el Regne de França.